# 7186 Tomioka
A 7186 Tomioka (ideiglenes jelöléssel 1991 YF) a Naprendszer kisbolygóövében található aszteroida. Endate Kin,  Vatanabe Kazuró fedezte fel.